# 仇外
仇外或排外，指對外族人、外國人、外地人乃至陌生人恐懼或不滿，产生排斥心理。其英文名字來源自希臘語“ （xenos）”，意指「外來者」；“（phobos）”，意指「恐懼、隔離」。在虛構作品中，仇外主義可指對人工智慧、外星生物或其他非人類存在的恐懼與憎惡。
與所有恐懼症一樣，當事人對恐懼的感覺有意識，並相信引起這種感覺的人是外國人；這與種族主義和一般偏見不同，因為外國人與自己不同國籍，但不同種族的人不一定是不同國籍。引起種族主義的是種族和血統，但引起仇外的可以是不同因素。其一是一個社會中不被視為屬於該社會的一群，一般是外來的移民，但他們有可能已定居數世紀。這種仇外可以引起敵意和暴力反應，甚至大屠殺。其二是文化因素。所有文化都受外來文化影響，文化層面的仇外針對外來的文化，如外來用語影響本土語言。這種形式的仇外較少針對個人，但可以引發淨化文化和語言的政治運動。值得注意的是，孤立主義並不等於仇外。

## 社會生物學的解釋
社會生物學家指，仇外可理解為對基因不相似的群體憎惡，而親近基因相似的群體。他們認為這是生物天生的生物反應，反映人類不同群體間的相互競爭。華盛頓大學人類學教授Pierre L. van den Berghe在著作《The Ethnic Phenomenon》（族群现象）中討論親屬選擇、種族裙帶關係，以及人生來傾向對基因相近的人較為慷慨等現象。心理學教授詹姆斯·沃勒（James Waller）指，所有人類都天生傾向接近熟悉的臉孔，進化使然，因不陌生的臉孔可能有危險，應該避免；他又稱超過200個社會心理學實驗顯示，相熟悉程度與偏愛程度有關，而人類這種傾向解釋了民族優越感和仇外行為。马克斯-普朗克学会民族學研究員弗兰克·索尔特（Frank Salter）認為，偏幫自己種族是一種由進化而來的客觀價值。

## 各地仇外情況

### 中国大陆
- 西晉人江統發表《徙戎論》，認為「非我族類，其心必異，戎狄志態，不與華同」，主張西晉政府遣返在國內北方居住的胡人出境。西晉政府當時未有採納他的意見。
- 金世宗完顏雍認为女真族與汉族并非一家，在援助政策上優先考慮女真人。[3]
- 洪武五年，朱元璋下诏禁止留在中原的蒙古人、色目人“本类自相嫁娶”，可以和漢人通婚，但首要是“兩相情願”，“违者杖八十，男女入官为奴”。[4]
- 清末义和团运动。
- 1927年3月，国民革命军在攻克原由孙传芳管治的南京城后，在城内攻击、劫掠英国、日本、美国等国的外交机构及外国侨民的商店、住宅、学校、教堂，导致英国侨民死亡2人，日本、美国、法国、意大利侨民各死亡1人。停泊在下关江面的英、美、日、法、意五国军舰向南京城开炮以示报复，造成中国人死亡数十人，史称“南京事件”或“南京惨案”。
- 毛澤東統治時期，經歷了朝鮮戰爭、中蘇交惡等事件，中國共產黨遂發起「反（美）帝反（蘇）修」等口號，後來在文革時期達到巔峰。
- 改革開放後仍時常發生多起反美、反日等大規模排外示威活動，部分一度演變成打砸搶的事件。

### 香港
香港市民与大陸旅客冲突事件亦可以解读为香港本地因不能接受大陸旅客的行爲令仇外情绪日益上升。因接收過多新移民和大陸旅客，衍生出公屋供應、交通等民生問題惡化。這導致自2012年起，以“反赤化．反殖民”为口号的反自由行、水货客事件。如2012年爆发的光复上水站、2015年的光复屯门、捍卫沙田、光复元朗等社会运动。以及侮辱大陆旅客的「蝗虫论」。此亦可看出香港日益增长的仇陆情绪和本土思潮。

### 臺灣
- 長久的衝突事件、政治主張，讓臺灣產生了不同立場的排外情緒，對象包括南韓、中國大陸、日本、菲律賓、西方國家[原創研究？]
- 相關事件：運動賽事、釣魚台、一邊一國、菲律賓射殺漁民事件、中美斷交

### 日本
1641年至1853年，日本實行鎖國政策，排斥外國人。任日本於1995年加入消除一切形式種族歧視國際公約，但未通過相應法例。2006年聯合國報告批評，日本排外情況持續，例如部分公共場所限制外國人進入。日本至今的移民政策仍然比較嚴格。
但是這種行為終究不可以在體育場上出現，否則就有可能招來無觀眾比賽處分。
現今，隨著釣魚台列嶼（日本稱尖閣諸島）和獨島（日本稱竹島）領土爭議日益升溫，加上靖國神社、慰安婦、南京大屠殺、日本歷史教科書問題等二戰戰後歷史爭議，使日本右翼團體的活動增加，除了主張日本不需為戰後遺留問題負責外，進一步衍生出反華、反韓情緒。此外位於中日衝突前線的琉球群島，有大規模的駐日美軍常態駐紮，但部分駐日美軍在沖繩境內屢次發生針對日本女性公民的強姦事件，因而導致沖繩居民對美軍極度不滿。

### 韩国
1988年9月21日的汉城奥运会轻量级拳击比赛，保加利亚选手战胜韩国选手后，现场的韩国观众、运动员、保安人员蜂拥而上，粗暴殴打本场比赛的新西兰裁判员和保加利亚教练员。
2014年2月27日的索契冬奥会花样滑冰和短道速滑比赛，韩国花滑选手金妍儿败于俄罗斯选手、韩国速滑选手朴胜羲被英国选手不慎带倒后，大量韩国网民在俄罗斯选手和英国选手的个人推特上谩骂、侮辱两名选手，致使两人的推特一度瘫痪。

### 東南亞
印尼長期以來就有多起反華情緒所演變的大規模暴亂，尤其在1998年的黑色五月暴動達到高峰。
越南在中越戰爭之後，除了不斷指控中國在廣西、南海諸島部署重兵以至於對越南造成「主權侵犯」外，越南人民在官方的纵容下于2014年夏天發動了大型反華示威。

### 澳洲
澳洲過去的白澳政策造成的種族歧視，加上1980年代大量亞洲裔移民移居澳洲，使當地部分白人有不滿情緒。1998年極右派單一民族黨首度取得議席。該黨領袖寶琳·韓森一直反對亞洲裔移民和多元文化。

### 美洲
- 美国1882年排华法案
- 美日两国关于限制日本移民的1907年君子协定，日本同意向试图移居美国的劳工拒发护照，并承认美国有权拒绝接纳自任何一个国家进入美国的日本移民
- 二战期间，美国将60万意大利移民视为“国家敌人”，政府严密监视，民间自发排斥[8]
- 加拿大1923年排华法案
- 墨西哥1911年排华暴乱
- 墨西哥1931年排华事件[9]

根據國際特赦組織、聯合國等國際組織，多明尼加共和國針對海地人的暴力行動有增加趨勢。海地人的屋舍被燒燬，其後裔不獲發出生證明、醫療保障、教育和社會保障等。2007年，聯合國指當地各階層均存在仇外的情況。

### 歐洲
希臘是個典型的單一民族國家，惟自從加入歐盟後，與其他歐洲國家實施開放的移民政策，在21世紀初遇到歐洲主權債務危機，部分希臘人認為「外勞搶了他們的工作」，因而產生了排外情緒；其中一支極右派法西斯主義團體金色黎明的宗旨為「驅逐所有的非希臘人，將希臘還給希臘人」。
2010年12月，俄罗斯克里姆林宫外数以千计的光头党分子和球迷游行示威，事件起因是一名俄罗斯族人在球迷与北高加索人的冲突中遭枪击身亡。集会演变为骚乱，一些年轻人攻击防暴警察和他们认为不是俄罗斯族的路人，数十人受伤。2013年10月，一名莫斯科本地市民被一名高加索移民无端杀害后，莫斯科再度发生上千人规模的排外骚乱，300多人被拘捕。
由於不少歐洲人反對歐盟的寬鬆移民政策，加上經濟因素造成仇外聲音。歐洲不少反移民政黨要求退出歐盟，並重新檢討及制定移民政策，並強調這並非歧視。
2007年瑞士聯邦選舉中，右翼政黨瑞士人民黨取得29%國會議席（62席下議院、7席上議院）是自一戰以來右翼政黨取得的最高百分比。人民黨早於2003年聯邦選舉中成功取得國會第一大黨地位該黨一直反對歐盟，被視為鼓吹種族主義和仇外，競選期間該黨一張海報中，一隻白色綿羊將一隻黑色綿羊踢出瑞士國旗以外，被聯合國批評。反種族偏狹歐洲委員會（European Commission against Racism and Intolerance）在2003年提到瑞士的仇外事件，包括警察對少數族裔的歧視，及社會對非洲和尋求庇護的難民等群體不容忍的態度。

### 非洲
由於非洲各國曾遭受歐洲列強殖民，因此各國獨立後的領土與疆界劃分參差不齊，部分的土著及遊牧民族曾爆發了跨國界衝突和屠殺事件，如盧安達大屠殺、達爾富爾衝突等等。

## 參閱
- 歧視
- 伊斯蘭恐懼症
- 民族主義
- 種族主義
- 復仇主義
- 鎖國
- 远交近攻

## 外部連結
- h2g2 Xenophobia Edited Guide Entry （页面存档备份，存于）
- Stories of Culture and Living in Foreign Cultures （页面存档备份，存于） Compiled by The Glimpse Foundation
- Nationalism and xenophobia in Russia, SOVA Center's reports and daily updates on xenophobia in Russia